# Arrondissement Dortmund
Das Arrondissement Dortmund war von 1808 bis 1813 ein Verwaltungsbezirk im Großherzogtum Berg. Es umfasste den östlichen Teil des heutigen Ruhrgebiets und einen Teil des südlichen Münsterlands. Zusammen mit den Arrondissements Hamm und Hagen bildete das Arrondissement Dortmund das Ruhrdepartement.

## Geschichte
Das Großherzogtum Berg wurde 1806 als napoleonischer Satellitenstaat gegründet und erhielt 1808 Verwaltungsstrukturen nach französischem Muster. Dabei wurde es in Départements, Arrondissements (auch Distrikte genannt), Kantone und Mairien (auch Bürgermeistereien genannt) gegliedert. Im  Ruhrdepartement wurde unter anderem das Arrondissement Dortmund geschaffen. Es bestand 1808 zunächst aus sechs Kantonen. 1811 kamen noch ein Kanton dazu. Nach der napoleonischen Niederlage im Jahre 1813 erloschen mit dem Großherzogtum Berg auch seine Arrondissements und Kantone.

## Gliederung
Die Kantone des Arrondissements Dortmund waren in Mairien gegliedert, von denen die meisten nach 1815 in der preußischen Provinz Westfalen als Verwaltungsbezirke fortbestanden und später durch die Westfälische Landgemeindeordnung von 1841 zu Ämtern wurden. In seiner ursprünglichen Ausprägung hatte das Arrondissement 72.864 Einwohner.
- Kanton Bochum (11.963 Ew.)
  - Mairie Bochum, mit der Stadt Bochum und den Gemeinden des späteren Amtes Bochum
  - Mairie Herne, mit den Gemeinden des späteren Amtes Herne
  - Mairie Lütgendortmund, mit den Gemeinden des späteren Amtes Lütgendortmund ohne Dorstfeld und Huckarde
  - Mairie Wattenscheid, mit den Gemeinden des späteren Amtes Wattenscheid
- Kanton Dortmund (12.997 Ew.)
  - Mairie Dortmund mit der Stadt Dortmund sowie den Gemeinden Dorstfeld, Huckarde, Körne und Wambel
  - Mairie Castrop, mit den Gemeinden des späteren Amtes Castrop
  - Mairie Lünen, mit den Gemeinden des späteren Amtes Lünen
- Kanton Hörde (9.717 Ew.)
  - Mairie Hörde, mit den Gemeinden des späteren Amtes Hörde (Stand 1843) ohne Körne und Wambel
  - Mairie Schwerte, mit der Stadt Schwerte und den Gemeinden des späteren Amtes Westhofen
  - Mairie Witten, mit den Gemeinden des späteren Amtes Witten (Stand 1844)
- Kanton Lüdinghausen (11.705 Ew.)
  - Mairie Lüdinghausen, mit der Stadt Lüdinghausen und Kirchspiel Lüdinghausen
  - Mairie Ascheberg, bestehend aus Ascheberg
  - Mairie Olfen, mit der Stadt Olfen sowie Kirchspiel Olfen
  - Mairie Ottmarsbocholt, mit Ottmarsbocholt und Venne (ab 1811)
  - Mairie Senden, mit Senden, Hiddingsel, Ottmarsbocholt und Venne (bis 1811)
  - Mairie Seppenrade, bestehend aus Seppenrade (bis 1811)
- Kanton Unna (16.203 Ew.)
  - Mairie Unna, mit der Stadt Unna und den Gemeinden des späteren Amtes Unna
  - Mairie Aplerbeck, mit den Gemeinden des späteren Amtes Aplerbeck (Stand 1843)
  - Mairie Fröndenberg, mit den Gemeinden des späteren Amtes Fröndenberg
  - Mairie Kamen, mit der Stadt Kamen und den Gemeinden des späteren Amtes Kamen
- Kanton Werne (10.279 Ew.)
  - Mairie Werne, mit der Stadt Werne sowie Capelle, Stockum und Kirchspiel Werne
  - Mairie Bork, mit Altlünen, Bork und Selm
  - Mairie Herbern, bestehend aus Herbern
  - Mairie Nordkirchen, mit Nordkirchen und Südkirchen

Napoleon Bonaparte annektierte am Anfang des Jahres 1811 weite Teile Norddeutschlands, darunter auch große Teile des Großherzogtums Berg. Aus nicht annektierten Teilen des Großherzogtums wurde der neue Kanton Sendenhorst gebildet, der dem Arrondissement Dortmund angegliedert wurde:
- Kanton Sendenhorst
  - Mairie Sendenhorst, mit der Stadt Sendenhorst und Kirchspiel Sendenhorst
  - Mairie Amelsbüren, mit Amelsbüren und Rinkerode
  - Mairie Everswinkel mit Everswinkel und Alverskirchen

## Unterpräfekt
Das Ruhrdepartement, dessen Präfektur sich in Dortmund befand, und das Arrondissement Dortmund wurden in Personalunion verwaltet. Präfekt des Ruhrdepartements und damit auch Unterpräfekt des Arrondissements Dortmund war Gisbert von Romberg I.